# 布賴斯堡 (加利福尼亞州)
布賴斯堡（英語：Briceburg）是位於美國加利福尼亞州馬里波薩縣的一個非建制地區。該地的面積和人口皆未知。

## 地理
布賴斯堡的座標為37°36′18″N 119°58′01″W / 37.60500°N 119.96694°W，而該地的平均海拔高度為347米（即1138英尺）。